# Rivarennes (Indre i Loara)
Rivarennes – miejscowość i gmina we Francji, w Regionie Centralnym, w departamencie Indre i Loara.
Według danych na rok 1990 gminę zamieszkiwały 712 osoby, a gęstość zaludnienia wynosiła 38 osób/km² (wśród 1842 gmin Regionu Centralnego Rivarennes plasuje się na 538. miejscu pod względem liczby ludności, natomiast pod względem powierzchni na miejscu 707.).